# 莲花池乡
莲花池乡是中国陕西省商洛市山阳县下辖的一个乡。

## 行政区划
莲花池乡下辖以下行政区：
莲花池村、花园沟村、李家坪村、东寺村、丘林子村、松坪村